# Cepivo proti koleri
Cepiva proti koleri so cepiva, ki so učinkovita pri preprečevanju kolere. V prvih šestih mesecih po aplikaciji cepivo zagotavlja približno 85-odstotno učinkovitost, v prvem letu pa 50–60%. Učinkovitost pade po dveh letih pod 50 %. Kadar je cepljen znaten del prebivalstva, to zagotavlja zaščito tudi za redke necepljene (tako imenovana skupinska imunost). Svetovna zdravstvena organizacija priporoča njihovo uporabo, skupaj z drugimi ukrepi, pri posmeznikih z visokim tveganjem za okužbo. Običajno se priporočajo dva do trije odmerki peroralno (z zaužitjem). Cepivo, ki se daje z injiciranjem, je na voljo na nekaterih območjih sveta, vendar ne povsod.
Obe obliki ustnega cepiva, ki sta na voljo, sta na splošno varni. Pojavijo se lahko blage bolečine v trebuhu ali driska. Sta brez nevarnosti za nosečnice in za osebe s slabo delujočim imunskim sistemom. Dovoljenje za promet so cepiva proti koleti pridobila v že več kot 60 državah. V državah, v katerih bolezen je pogosta, cepljenje izkazuje tudi stroškovno učinkovitost.
Prva cepiva proti koleri so razvili konec 19. stoletja. Šlo je za prvo, široko rabljeno cepivo, ki so ga ustvarili v laboratoriju. Peroralna cepiva so bila prvič uvedena leta 1990. Cepivo je na seznamu esencialnih zdravil Svetovne zdravstvene organizacije, to je zdravil, ki so nujni del vsakega osnovnega zdravstvenega sistema. Stroški cepljenja proti koleri znašajo od 0,1 do 4,0 USD.

## Uporaba v medicini
Peroralna cepiva proti koleri se vse bolj uporabljajo kot dodatno orodje za obvladovanje izbruhov kolere, skupaj s tradicionalnimi ukrepi za izboljšanje preskrbe s čisto vodo, urejenimi sanitarijami, umivanjem rok in drugimi ukrepi za higiene. Odkar sta cepivi Dukoral in Shanchol pridobili dovoljenje za promet, so v številnih množičnih kampanjah proti koleri po svetu uporabili že več kot milijon odmerkov. Vietnam je peroralno cepljenje proti koleri vključil v svoj program javnega zdravja in v množičnih ciljanih cepilnih akcijah so uporabili pri šoloobveznih otrocih na endemičnih območjih več kot 9 milijonov odmerkov cepiva.
S cepivom proti koleri se pogosto cepijo popotniki in osebe, namenjene v kraje z veliko nevarnostjo okužbe s kolero. Ker pa cepivo ne zagotavlja 100-% zaščite pred boleznijo, je na območjih z visoko verjetnostjo za okužbo treba upoštevati priporočene higienske ukrepe. Čeprav je zaščita, ki jo cepivo zagotavlja, po izkušnjah »zmerna«, lahko skupinska imunost učinkovitost cepljenja izboljša. Cepivo Dukoral je odobreno za otroke od dveh let let starosti, Shanchol pa za otroke od enega leta dalje. Če cepivo poleg otrok vzamejo še odrasli, lahko posredno, prek skupinske imunosti, dodatno zaščitijo otroke.
Svetovna zdravstvena organizacija (SZO) priporoča preventivno in reaktivno uporabo cepiva:
SZO priporoča, da se cepiva proti koleri, ki so trenutno na voljo, uporabljajo kot dopolnilo ustaljenim nadzornim in  zaščitnim ukrepom na področjih, kjer je bolezen endemična; njihovo uporabo je treba šteti med možne ukrepe na območjih z velikim tveganjem izbruhoa bolezni. Pri tem cepljenje ne sme vplivati na izvajanje drugih zelo pomembnih ukrepov za preprečevanje in nadzor nad kolero. Reaktivno cepljenje lahko pride v poštev za omejitev obsežnega dolgotrajnega izbruha bolezni, če to lokalna infrastruktura dopušča in če je bila opravljena poglobljena analiza podatkov o preteklih primerih kolere in opredelitve območja.
Konec leta 2013 je SZO poskrbela stalno zalogo peroralnega cepiva proti koleri v količini dveh milijonov odmerkov, leta 2006, ko so začela cepivo proizvajati podjetja v Južni Koreji, pa so zalogo povečali na 6 milijonov odmerkov. Predhodne proizvodne zmogljivostmi namreč v letu 2015 niso uspele zadostiti povečanih potreb SZO zaradi pojava bolezni na Haitiju in v Sudanu. Mednarodno partnerstvo za povečanje dostopa do cepiv v svetu, GAVI Alliance, je za namen povečanja dostopnosti do cepiva proti koleri, donirala 115 milijonov ameriških dolarjev.

### Peroralno cepivo
Peroralna cepiva zagotavljajo prvo leto po cepljenju 52-odstotno zaščito, drugo leto  62-odstotno zaščito. Obstajata dve različici peroralnega cepiva: WC-rBS in BivWC. WC-rBS (tržno ime ''Dukoral") je monovalentno inaktivirano cepivo, ki vsebuje cele mrtve celice povzročitelja V. cholerae biovara O1 in dodatno rekombinantno enoto toksina kolere B. BivWC (tržni imeni "Shanchol" in "mORCVAX") je bivalentno inaktivirano cepivo, ki vsebuje cele mrtve celice V. cholerae biovarjev O1 in  O139. mORCVAX je na voljo samo v Vietnamu.
Cepiva vsebujejo bakterijske seve serotipov Inaba in Ogawa ter klasičnega biotipa in biotipa El Tor. Dukoral se daje peroralno, s pufrom bikarbonata, ki antigene zaščiti pred želodčno kislino. Cepivo deluje tako, da spodbuja protitelesa proti sestavnim delom bakterijske celice in proti CTB (toksinu kolere B). Protibakterijska protitelesa v črevesju preprečujejo, da bi se bakterije (V. cholerae O1) pričvrstile na črevesno steno in jo s tem kolonizirale, protitoksinska protitelesa v črevesju pa preprečujejo toksinu kolere, da bi se vezal na površino črevesne sluznice, in s tem preprečijo drisko, ki jo toksin sicer povzroča.

### Cepivo za injiciranje
Čeprav le redko v uporabi, je cepljenje proti koleri v obliki za injiciranje učinkovito pri ljudeh na območjih, kjer je kolera endemična. Po enkratnem odmerku zagotavlja določeno stopnjo zaščite največ dve leti, po prejetju poživitvenega odmerka po enem letu od prvotnega odmerka pa skupna zaščita traja tri do štiri leta. V prvem letu po cepljenju zmanjša cepivo nevarnost za smrt zaradi kolere za polovico.